# Beruge Ilir
Beruge Ilir is een bestuurslaag in het regentschap Empat Lawang van de provincie Zuid-Sumatra, Indonesië. Beruge Ilir telt 3252 inwoners (volkstelling 2010).